# Mario Stasi (1933-2012)
Pour les articles homonymes, voir Mario Stasi et Stasi (homonymie).
Mario Stasi, né le 1er mai 1933 à Reims (Marne) et mort le 3 novembre 2012 à Pourcy (Marne), est un avocat français.

## Biographie
D'origine italienne, frère de Bernard Stasi. Il est diplômé d'études supérieures en droit romain et de l'Institut d'études politiques de Paris (section Économie et finances, promotion 1957).
Ayant prêté serment en 1958, il est notamment secrétaire de la Conférence en 1962 et bâtonnier de l'ordre des avocats de Paris en 1986 et 1987 et un militant pour les droits de l'homme au niveau international. Il préside l'Association amicale des secrétaires et anciens secrétaires de la conférence des avocats du barreau de Paris de 2005 à 2006.
Il est à l'initiative de la création, le 29 novembre 1985, de la Conférence Internationale des Barreaux de tradition juridique commune (CIB), dont il a été le secrétaire général jusqu'à son décès.
Il meurt le 3 novembre 2012 à Pourcy.
Il est le père de Mario Stasi,.

## Décorations
- Commandeur de la Légion d'honneur[11]
- Grand officier de l'ordre national du Mérite